# Faith Healer
Faith Healer és una obra de teatre de Brian Friel sobre la vida del curander Francis Hardy monologat a través dels records canviants de Hardy, la seva dona, Grace, i el director d'escena, Teddy.

## Sinopsi
L'obra està formada per quatre parts, amb un monòleg en cada part. Els monòlegs són a càrrec del mateix Hardy; la seva dona, Grace; el seu gerent, Teddy, i finalment Hardy de nou.
Els monòlegs expliquen la història de Hardy, inclòs un incident en un poble de Gal·les on cura deu persones. El monòleg de Teddy revela que Grace mor per suïcidi, mentre que Hardy reflexiona si el seu do és real o no. En el seu segon monòleg, se suggereix que és assassinat a prop de casa seva després de no poder curar un invàlid. Diu que sap que no el podrà curar i, davant de la mort, sent un sentiment de benvinguda a casa. Tanmateix, no s'explica que Hardy és assassinat; Friel ho deixa a la interpretació del lector.

## Història de la producció
Faith Healer va rebre la seva primera actuació el 23 de febrer de 1979 a Boston en una producció de José Quintero, amb James Mason, Clarissa Kaye i Donal Donnelly. Va tancar després de vint actuacions. a primera producció a Irlanda va ser a l'Abbey Theatre l'agost de 1980, en producció de Joe Dowling protagonitzada per Donal McCann, Kate Flynn i John Kavanagh. La primera producció londinenca va ser al Royal Court Theatre el març de 1981, dirigida per Christopher Fettes, amb Patrick Magee, Helen Mirren i Stephen Lewis.
BBC Radio va produir l'obra amb Norman Rodway dcom Frank, June Tobin com Gracie i Warren Mitchell com Teddy. Fou produïda per Robert Cooper i retransmesa per Radio 3 el 13 de març de 1980, amb una repetició el 18 de maig de 1980.
Fou reestrenada el 1983 al Vineyard Theatre, dirigida per Dann Florek, amb J. T. Walsh, Kathleen Chalfant i Martin Shakar. En el mateix any, William Needles va interpretar el paper principal a la Universitat de Califòrnia a Irvine. Al repartiment també hi van participar Mary Anne McGarry i Keith Fowler. L'espectacle es va reestrenar sota la direcció de Robert Cohen per a una presentació de gala al Gremi de Teatre de la UCI.
Joe Dowling va tornar a l'obra el 1992 al Royal Court Theatre de Londres, la seva producció la va tornar a protagonitzar Donal McCann, al qual s'incorporaven Sinéad Cusack i Ron Cook amb gran èxit. La crítica Sarah Compton va remarcar que era "una versió tan potent que puc mirar enrere ara amb un detall viu i aclaparador". Dos anys després, la producció es va obrir al Long Wharf Theatre, amb McCann i Cook. Cusack malauradament no estava disponible i Judy Geeson es va fer càrrec. El The New York Times va anomenar la producció "incandescent" i la va recomanar a "qualsevol coneixedor del teatre".
Va ser revifada a Londres el 2001 pel Teatre Almeida, en una producció de Jonathan Kent. El repartiment estava format per Ken Stott, Geraldine James i Ian McDiarmid. McDiarmid va guanyar el premi al millor actor de la crítica del 2001 per aquest paper.
Jonathan Kent va reestrenar l'obra una altra vegada pel Gate Theatre a Dublín a començaments de 2006, aquesta vegada amb Ralph Fiennes, Ingrid Craigie i Ian McDiarmid. Aquesta producció es va obrir a Broadway al Booth Theatre el 4 de maig de 2006, amb Cherry Jones com a Grace. A Broadway va rebre quatre nominacions al Premi Tony i va guanyar el millor actor destacat en una obra de teatre, Ian McDiarmid.
El Gate Theatre va revifar l'obra de nou el 2009, presentant l'obra al Festival de Sydney com a part d'un trio d'obres que es van representar per homenatjar el vuitanta aniversari de Friel. Els altres treballs eren The Yalta Game i Afterplay. Aquesta producció es va interpretar al Gate Theatre de Dublín el gener del 2010. El 2009 Eric Hill la va escenificar a l'Unicorn Theatre com a part del Berkshire Theatre Festival a Stockbridge (Massachusetts), amb Colin Lane, Kiera Naughton i David Atkins, amb aclamació unànime.
A l'octubre de 2009, Joe Dowling va dirigir l'obra de nou al Teatre Guthrie de Minneapolis (Minnesota). Aquesta vegada Dowling també va assumir el paper principal del propi Frank Hardy.
Al febrer de 2011, va tenir lloc a Bristol Old Vic, sota la direcció del director associat Simon Godwin.
El juny de 2016, l'obra va ser revifada al Donmar Warehouse pel director Lyndsey Turner, amb el repartiment de Stephen Dillane, Gina McKee i Ron Cook, amb crítiques excepcionals.
El 22 d'octubre de 2016, l'obra es va obrir al Belvoir St Theatre de Sydney, Austràlia. Dirigida per Judy Davis amb el repartiment de Colin Friels, Alison Whyte i Pip Miller. "Això es recordarà com una d'aquestes nits quan sentiu que el teatre us ha posat les mans."
El 2020 l'obra fou reestrenada per l'Abbey Theatre. La producció serà dirigida per Joe Dowling i dissenyada per John Lee Beatty. La producció estarà protagonitzada per Aidan Gillen com Frank Hardy.

## Enllaços exters
- Filipino Folklore: Faith Healer
- Faith Healer a Internet Broadway Database
- Detalls de la producció de Broadway de 2006
- Faith Healer a Belvoir